# Hundición de Yay
La hundición de Yay o el lugar donde la tierra se volteó, es un pequeño desierto rocoso de unos 10 mil metros cuadrados con interés geológico, arqueológico y paleontológico. Desde el punto de vista geomorfológico se caracteriza por ser una zona de erosión natural en forma de pequeño cañón desértico, ubicado a unos 40 minutos del pueblo de Sanare, que es la capital del Municipio Andrés Eloy Blanco (estado Lara) Venezuela. El hundimiento se produjo por un deslave, formando una depresión tectónica que ha quedado al descubierto en forma de cañón, en cuyo valle pasa una pequeña quebrada, continuando la erosión de la zona. Aunque la palabra es la versión incorrecta de hundimiento, por algún motivo «hundición» es el nombre dado a la formación que es única en el país.
El caserío de Yay está ubicado en medio de un desierto de cardones y tunas, compuesto solo por pocas casas de adobe, una escuela y habitantes destacados en la cría de caprino. El habitante más famoso de Yay fue la artesana Teodora Torrealba, apodada «La Niña» y que vivió 107 años. La entrada del caserío, que es núcleo artesanal del municipio, está marcada por una estatua de la famosa locera de Yay. 
El hundimiento, así como sus alrededores, fue un lugar de referencia en el camino de los españoles entre Sanare y El Tocuyo, un desierto que es rico aún de innumerables mitos y leyendas.